# Utagawa Kuniyoshi
Det här är en artikel om en person med japanskt personnamn; Utagawa är familjenamnet.

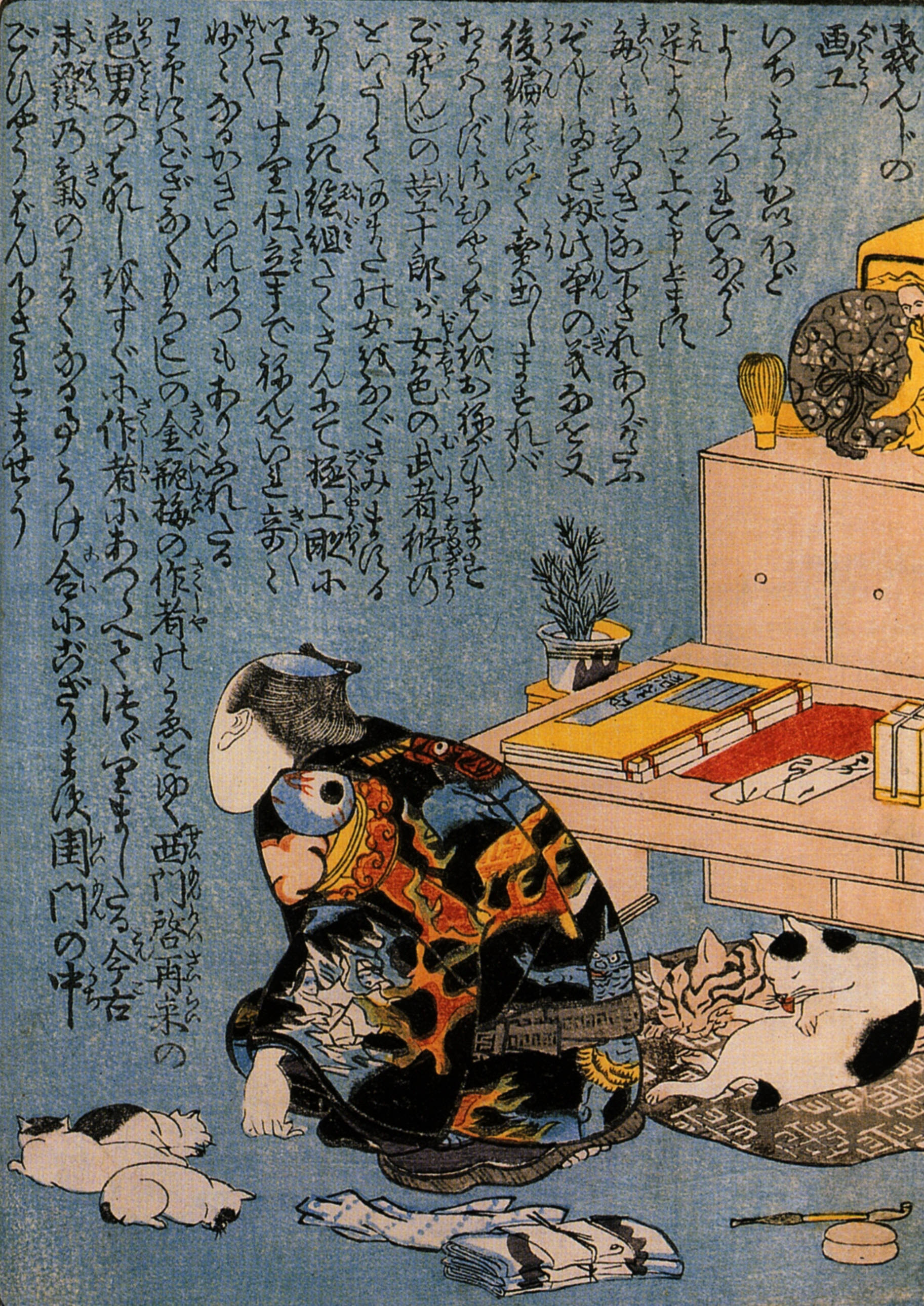
Utagawa Kuniyoshis självporträtt i ett shunga-album, 1839

Utagawa Kuniyoshi (歌川国芳), född 1797, död 14 mars 1861, var en japansk konstnär, grafiker och illustratör. Han räknas tillsammans med Kunisada och Hiroshige till de främsta inom ukiyo-e under den sena Edoperioden.

## Biografi
Utagawa Kuniyoshi föddes i närheten av Nihonbashi i huvudstaden Edo. Han var son till en silkesfärgare och hette i barndomen Yoshisaburō. Som ung tyckte han om Kitao Shigemasas och Kitao Masayoshis bilderböcker, samt verk av Katsukawa Shun’ei och Katsukawa Shuntei. År 1811 blev han lärjunge i Toyokuni I:s ateljé, där han lärde sig att göra yakusha-e (skådespelarbilder) och bijin-ga (bilder av vackra kvinnor) i Utagawa-stilen. I början av sin karriär var han dock i skuggan av mer framgångsrika konstnärer, varav en var Kunisada som också var Toyokunis lärjunge, och det sägs att han hade det så svårt ekonomiskt att han började sälja tatami för att klara sig. Framgång nådde han först år 1827 med de första fem krigarbilderna (musha-e) i De 108 hjältarna från den populära Suikoden. Denna bildserie tog inspiration från Takizawa Bakins japanska översättning av Berättelser från träskmarkerna, som skildrar ädla rövare i kamp mot skurkaktiga myndighetspersoner. Dessa gjorde honom känd och ledde till ett ökat intresse för Suikoden, som utmynnade i en nyutgåva av verket två år senare.
I sinom tid blev Utagawa Kuniyoshi en av den sena Edoperiodens främsta konstnärer. Han utförde krigarbilder som han blivit känd för, men tillverkade även yakusha-e, bijin-ga, landskap, studier av havsliv, mitae-e (parodibilder) och skräckillustrationer. Han arbetade både på enskilda ark och med triptyker. Totalt skapade han omkring 20 000 verk. Under 1840-talet drabbades han vid ett par tillfällen av censur, en gång under Tenpō-reformerna då bilder av skådespelare tillfälligt förbjöds, och år 1843 tvingades han censurera triptyken Minamoto no Yorimitsu och jordspindeln då den ansågs vara politisk satir. Han tog även inspiration från västerländsk konst, bland annat i anatomi och perspektivtekniker som flyktpunkt och förkortning. Det fanns vid denna tid tillgång på västerländska böcker och tryck via importer från den holländska handelsstationen Dejima, och Utagawa hade en egen samling av sådant. Han hade flera lärjungar, bland andra Yoshitoshi, Yoshitora och Yoshikazu.

## Galleri

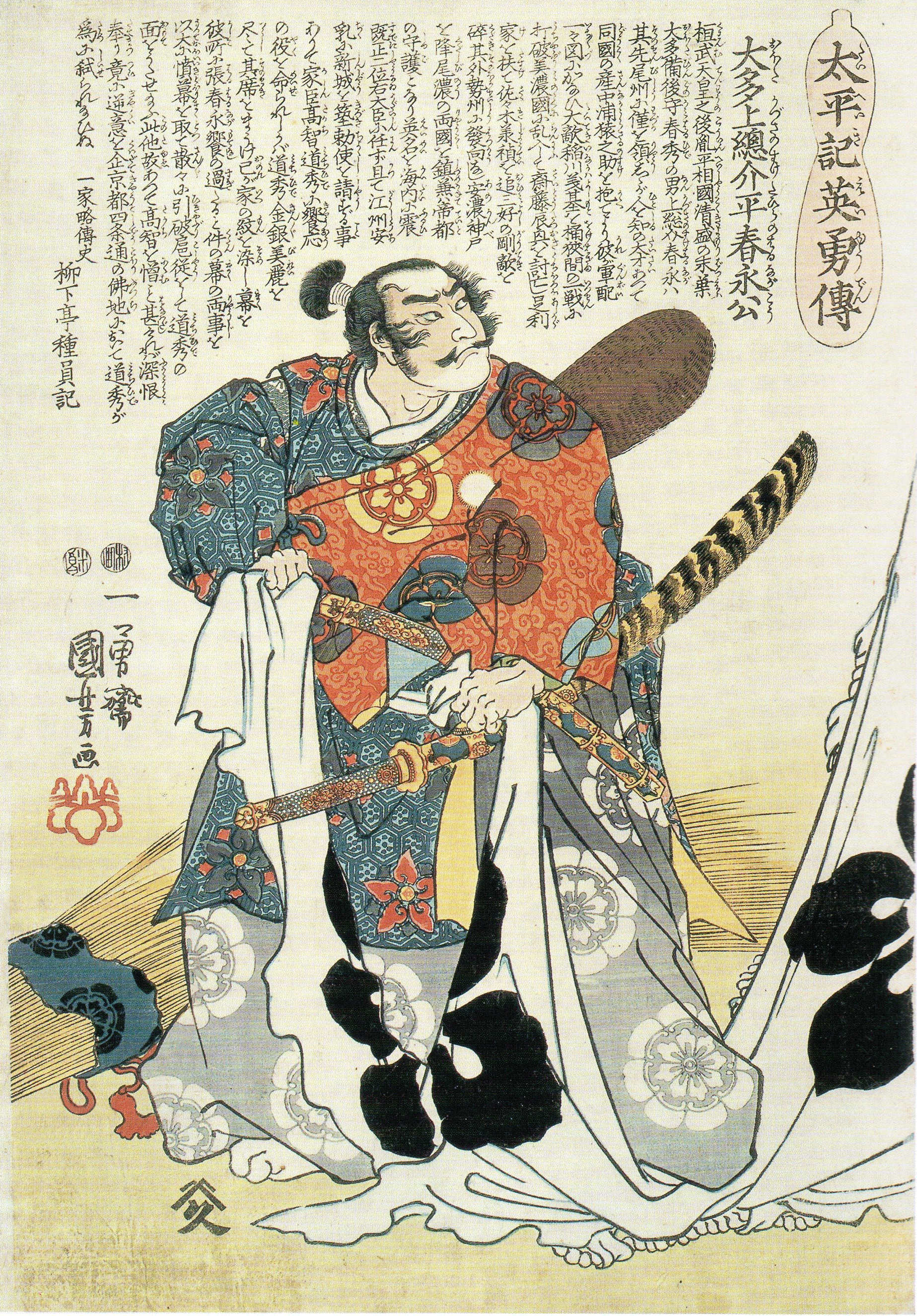
Fältherren Oda Nobunaga
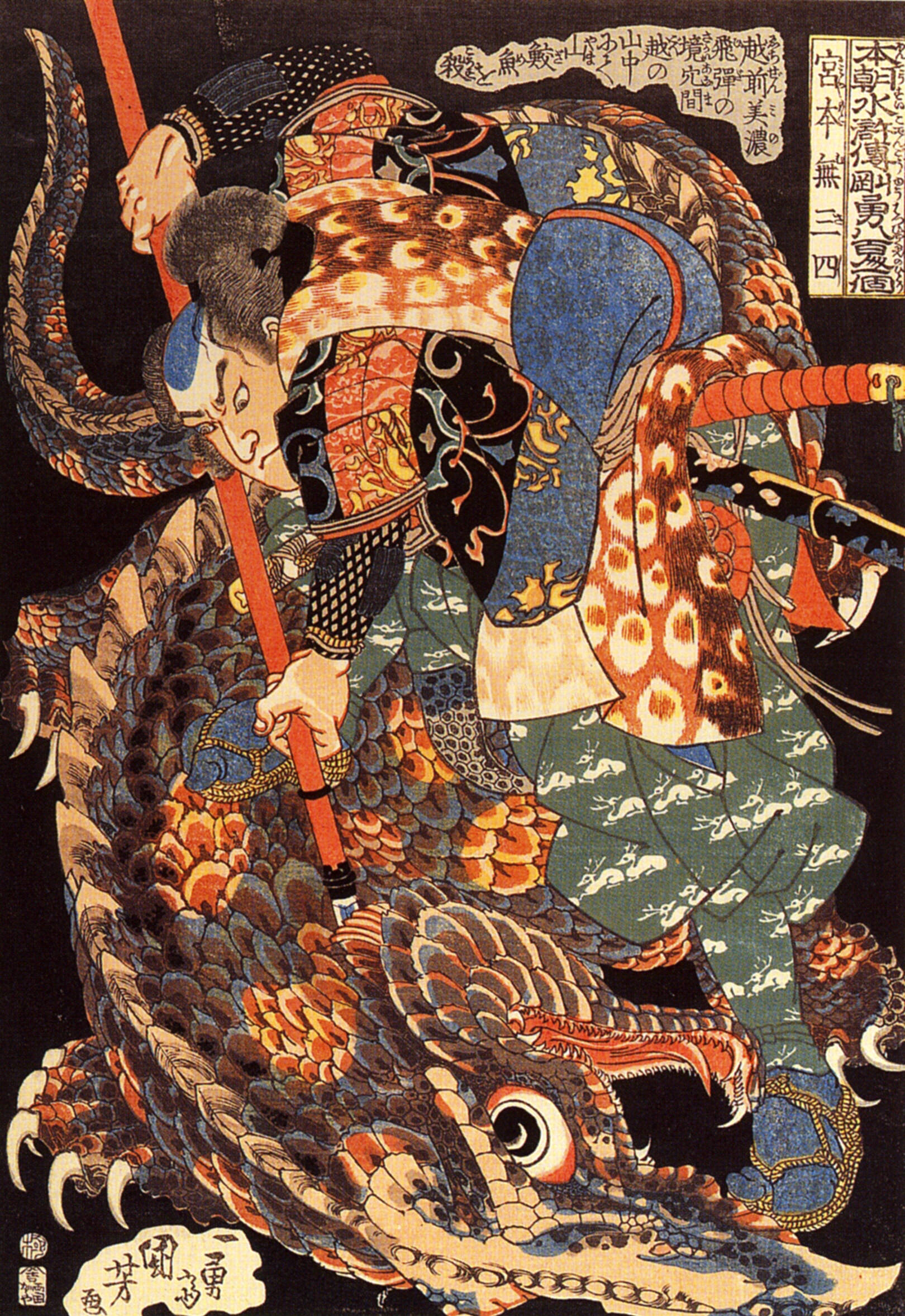
Miyamoto Musashi dödar ett odjur
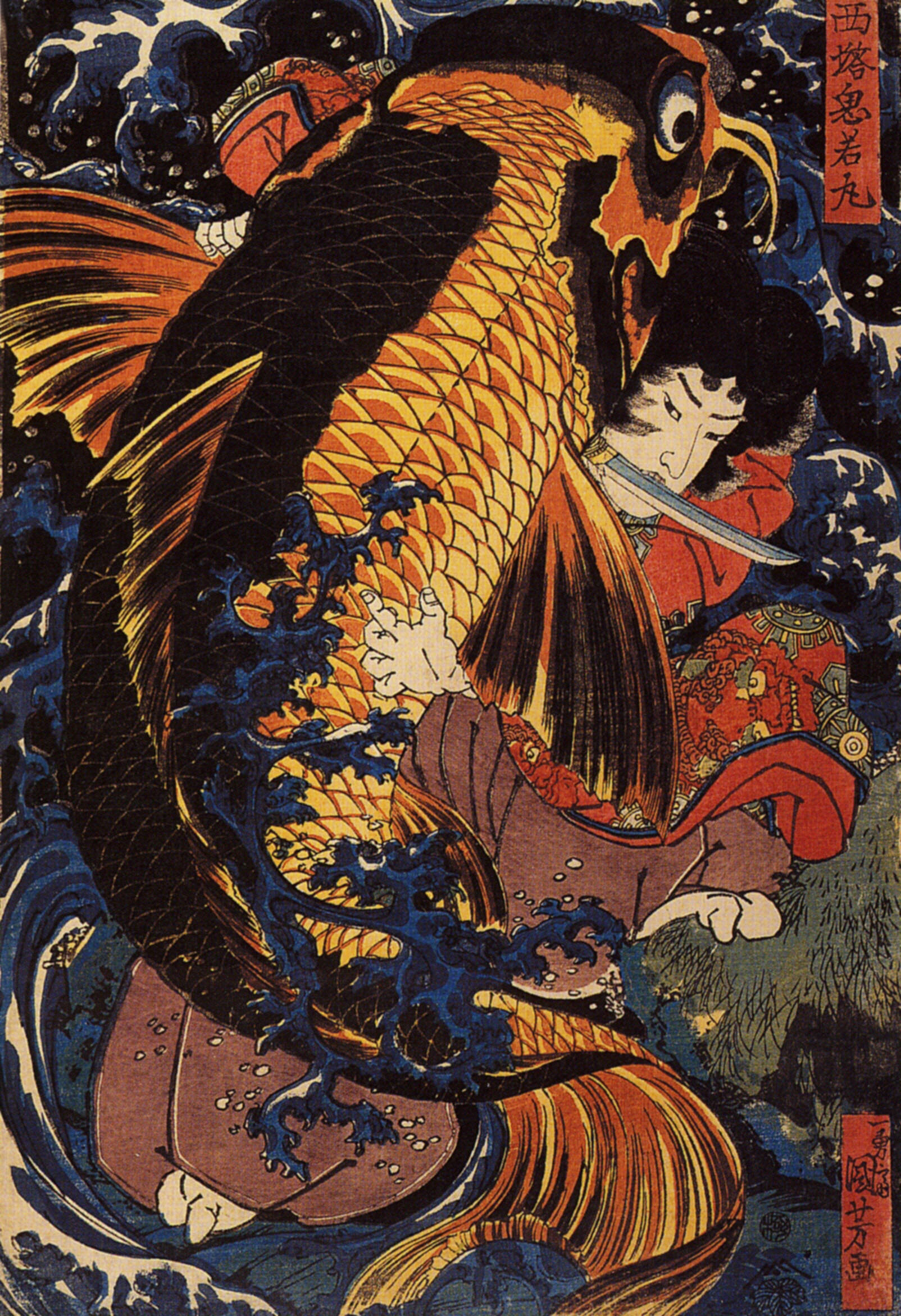
Saito Oniwakamaru, den unge Benkei, kämpar mot en jättekarp
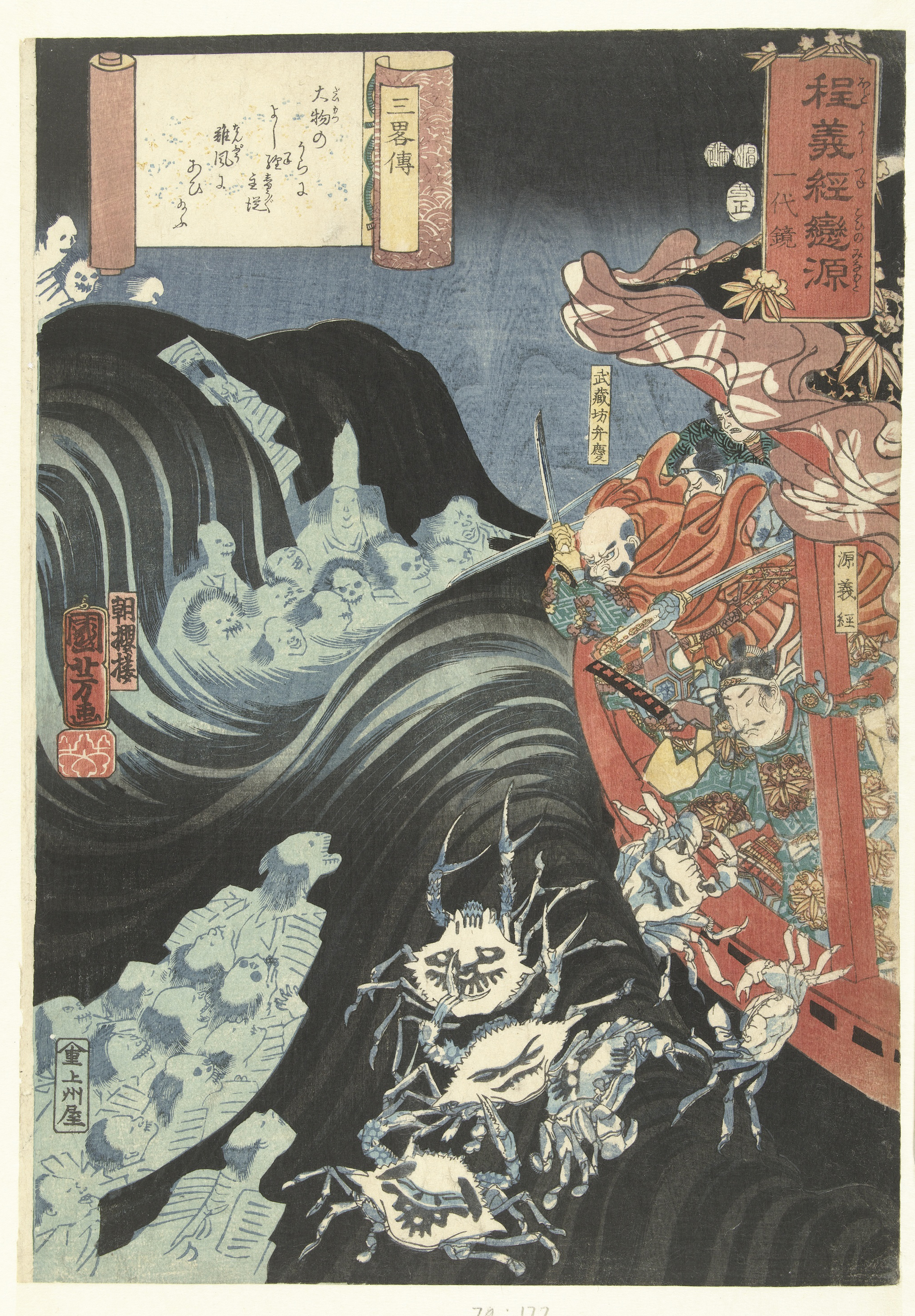
Yoshitsune och Benkei skyddar sig mot Taira-klanens spöken
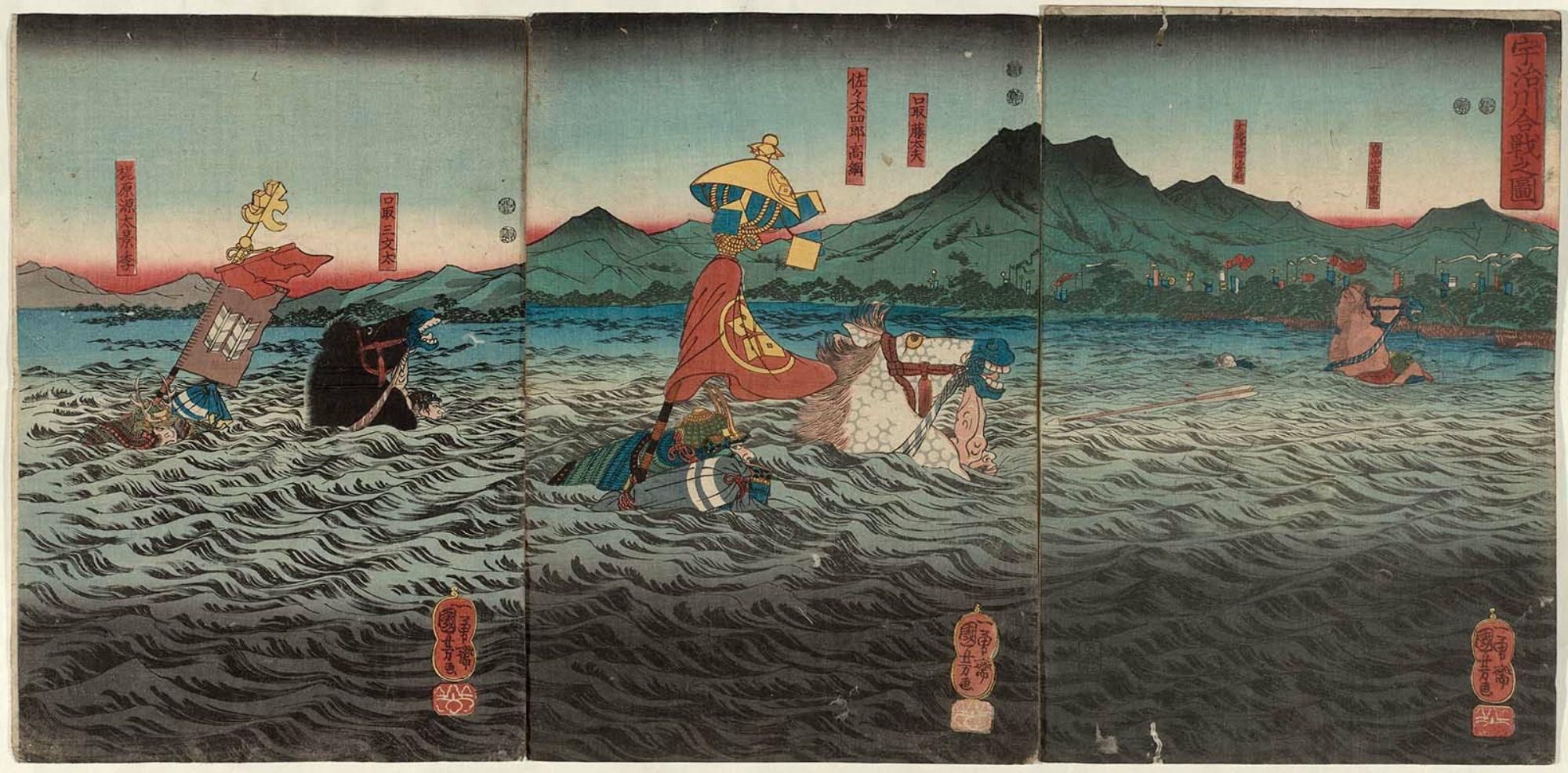
Samurajerna Kajiwara Kagesue, Sasaki Takatsuna, och Hatakeyama Shigetada korsar floden Uji under Genpei-kriget
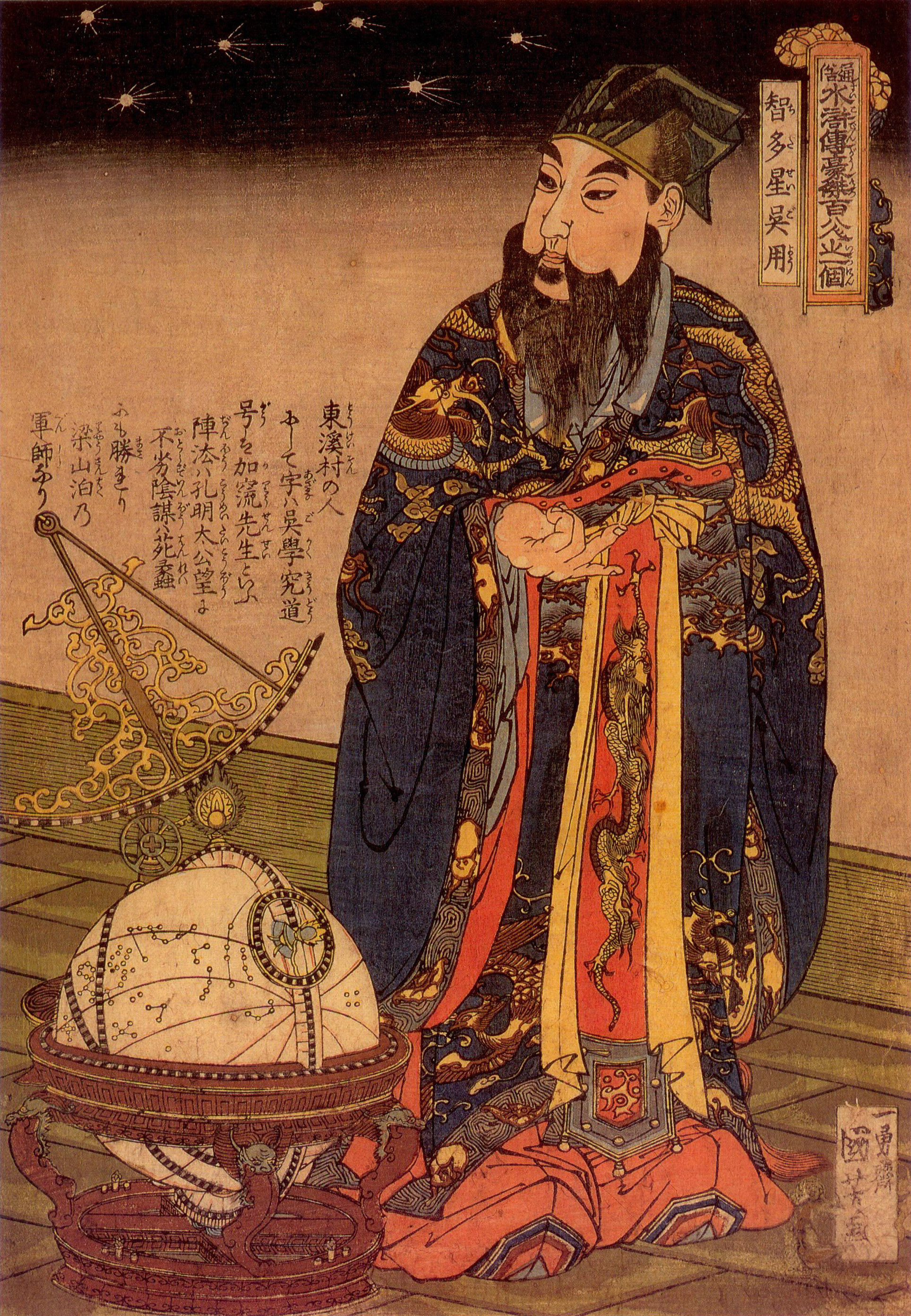
Go Yō (Wu Yong) ur Berättelser från träskmarkerna
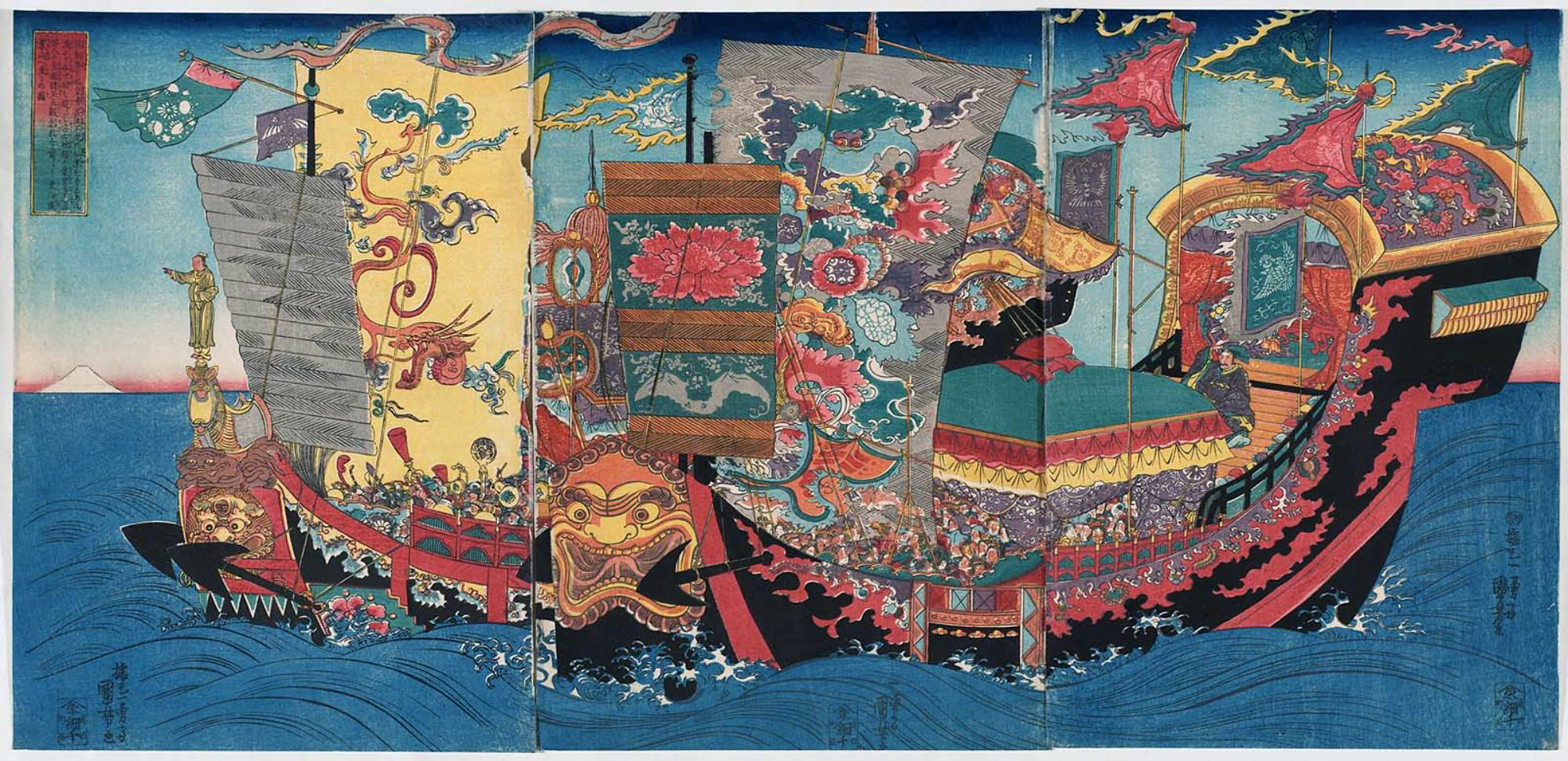
Alkemisten Xu Fus expedition
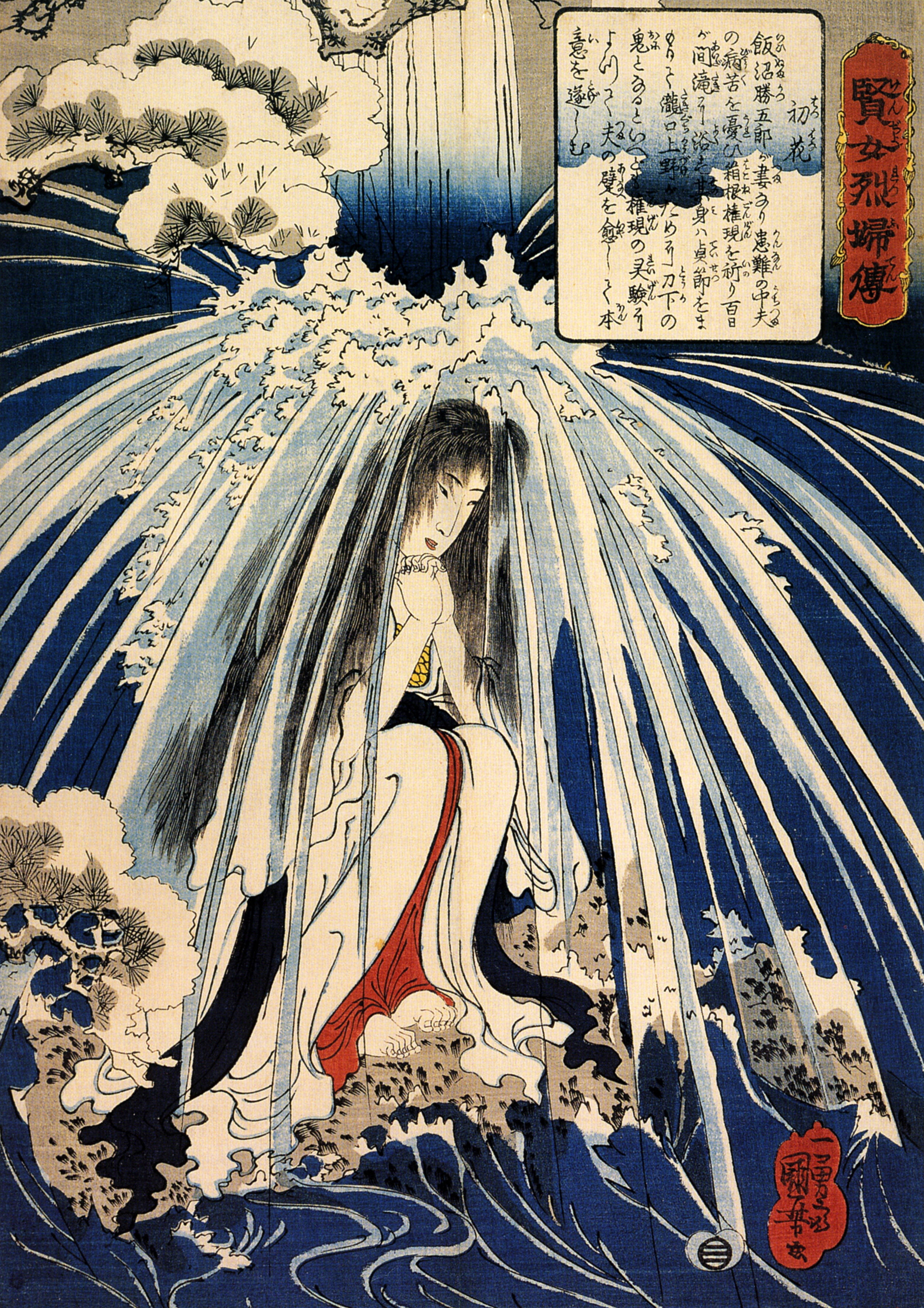
Hatsuhana gör bot under Tonosawa-vattenfallet
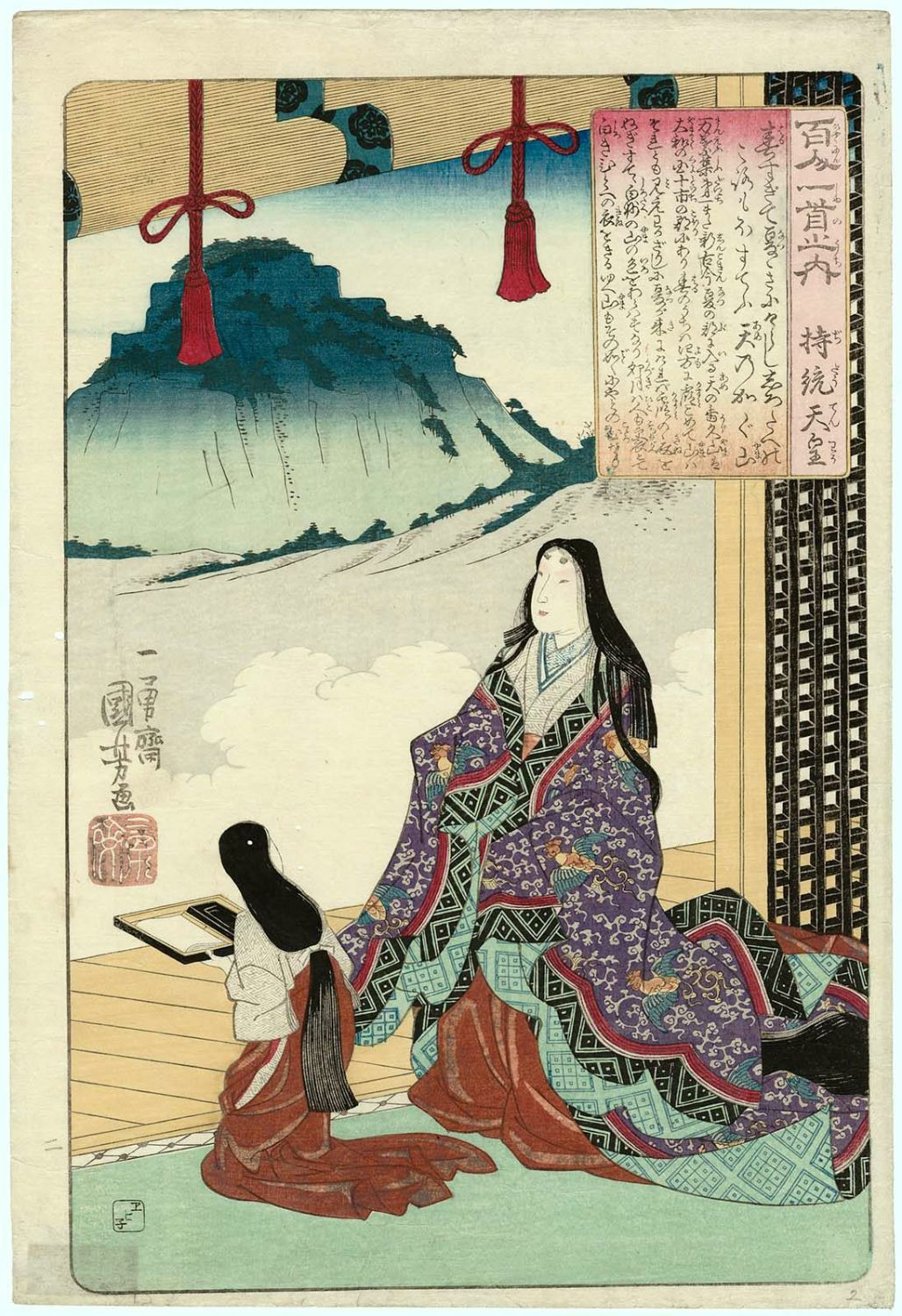
Dikt av kejsarinnan Jito
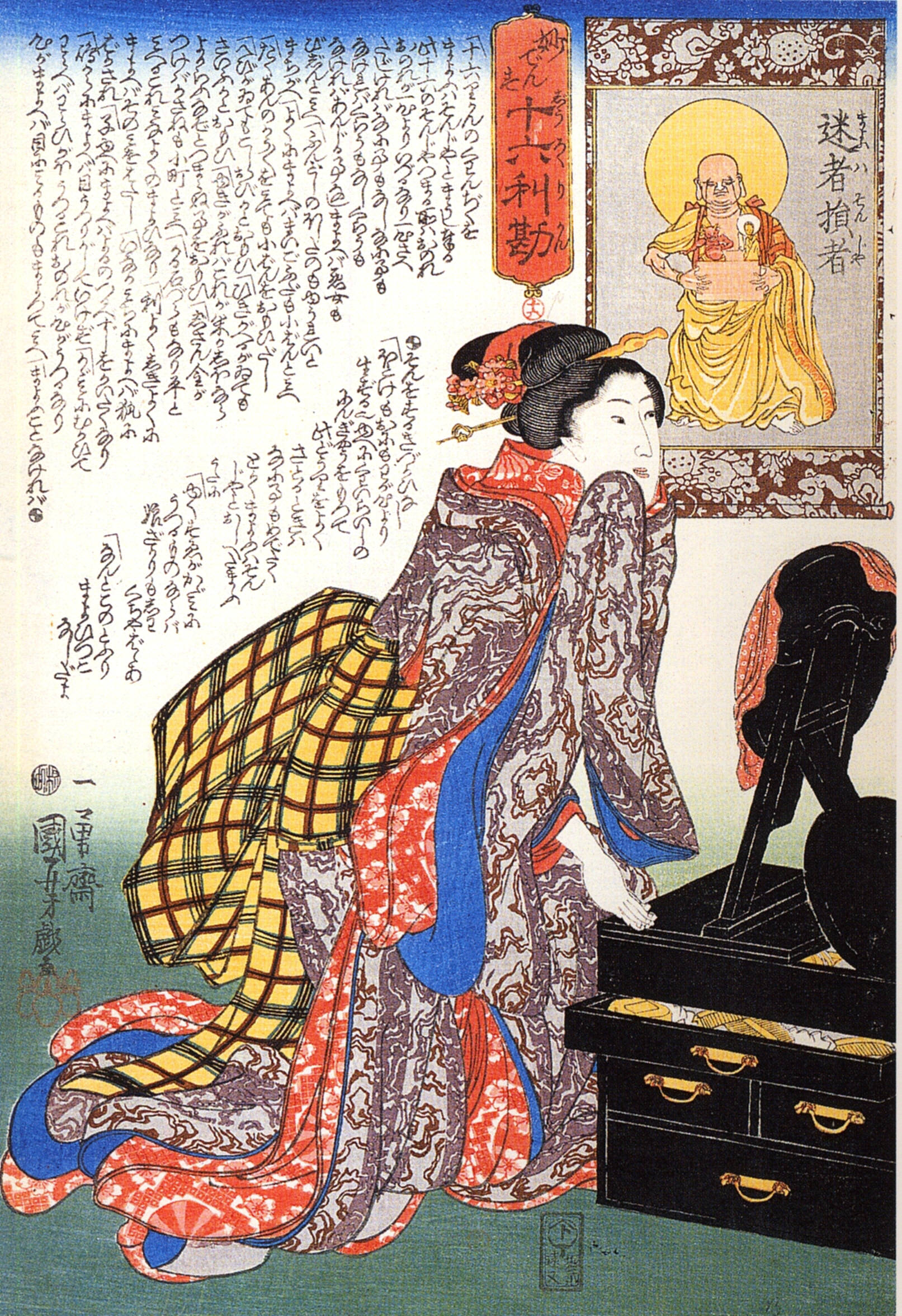
Kvinna framför spegel